# Who's Your Caddy?
Pour plus de détails, voir Fiche technique et Distribution.
Who's Your Caddy?, ou Les Apprentis golfeurs au Québec, est un film américain réalisé par Don Michael Paul, sorti en 2007.

## Synopsis
Le film débute sur un cortège des voitures fumées glissant sur une route macadamisée bordée des terrains hippiques verdoyants. Les véhicules débarquent sur une vaste villa entourée d’un vaste espace vert. C’est le Carolina Pinnes, un club de golf très prestigieux. Le cortège des véhicules est conduit par C-Note, né Christopher Hoking, une star noire du hip-hop qui veut obtenir son inscription dans ce club de golf très ésotérique qui n’accepte aucun noire. Il se heurte à la rigueur du président du club, monsieur Cummings, qui refuse d’accéder à sa demande. Alors, C-Note décide d’acquérir le terrain qui avoisine celui du club dont le bail expire la même année.
Gêné par la présence indélicate de C-Note dans les parages, monsieur Cummings est obligé d’engager une avocate chargée de persuader ces troubles fait que sont C-Note et sa bande de quitter le terrain en contrepartie d’un alléchant pot de vin. Le plan ne marche pas finalement car C-Note ne mord pas à l’hameçon.
Submergé par la présence de ces rappeurs qui véhiculent un mode de vie qui s’écarte du leur et décidé à se débarrasser de ces derniers, le club Carolina Pines leur tend un piège. Il accepte C-Note et son équipe en son sein mais renforce sa vigilance de manière à les renvoyer dès la violation d’une seule disposition du règlement du club afin d’éviter de perdre l’honneur d’organiser le plus grand tournoi du pays.
Au fil du temps, il s’avère que la star du rap et son équipe ne violent aucune règle du club et monsieur Cummings est obligé de vivre avec les incommodités des noirs américains de l’équipe de C-Note.
En ce moment, et à sa grande surprise, C-Note découvre sur les photos qui décorent les murs du club, celui de son père qui avait été méconnu du club malgré ses prouesses dans le golf en raison de la couleur de sa peau et qui a fini sa carrière en qualité de simple caddy malgré le fait qu’il fut considéré comme le vainqueur d’un tournoi devenu célèbre. 
Alors, C-Note s’arrangera pour prendre sa vengeance afin d’honorer la mémoire de son père.

## Fiche technique
Sauf indication contraire, les informations mentionnées dans cette section peuvent être confirmées par la base de données cinématographiques IMDb,  présente dans la section « Liens externes ».
- Titre original : Who's Your Caddy?
- Titre français : Who's Your Caddy?
- Titre québécois : Les Apprentis golfeurs
- Réalisation : Don Michael Paul
- Scénario : Don Michael Paul, Robert Henny et Bradley Allenstein
- Photographie : Thomas L. Callaway (en)
- Musique : Jon Lee
- Production : Shakim Compere, Ross M. Dinerstein, John Duffy, Christopher Eberts, Tracey E. Edmonds, Nicole Haeussermann, Kia Jam, Sheila Kerrigan, Queen Latifah, Damon Lee, Michael McQuarn, Marvin Peart, Arnold Rifkin, Chris Roberts, Rick Salomon, Bobby Schwartz, Andrew Shack, Bob Weinstein et Harvey Weinstein
- Budget : 7 millions de dollars[1]
- Pays d'origine : États-Unis
- Format : Couleurs - 1,85:1
- Genre : comédie
- Durée : 93 minutes
- Date de sortie : 2007

## Distribution
Légende : V. Q. = Version québécoise
- Mick Partridge : Valet
- Big Boi (V. Q. : Gilbert Lachance) : C-Note
- Faizon Love (V. Q. : Widemir Normil) : Big Large
- Sherri Shepherd (V. Q. : Johanne Léveillé) : Lady G
- Finesse Mitchell (en) : Dread
- Chase Tatum (en) (V. Q. : Patrick Chouinard) : Kidd Clean
- Jeffrey Jones (V. Q. : Denis Mercier) : Richard Cummings
- Jim Piddock (V. Q. : Vincent Davy) : Harrington
- Susan Ward (V. Q. : Valérie Gagné) : Mme Cummings
- Cam Gigandet (V. Q. : Philippe Martin) : Mick
- Andy Milonakis (V. Q. : Alexandre Bacon) : Wilson Cummings
- Lil' Wayne : lui-même
- Tamala Jones (V. Q. : Aline Pinsonneault) : Shannon
- James Avery (V. Q. : Guy Nadon) : Caddy Mack
- Garrett Morris : The Reverend
- Terry Crews : Tank
- Tony Cox : Big Willie Johnson
- Jesper Parnevik : lui-même
- Richard Kelly : photographe (non crédité)